# Eupithecia perpaupera
Eupithecia perpaupera là một loài bướm đêm trong họ Geometridae.